# Brandhoek New Military Cemetery No.3
 (mars 2018).

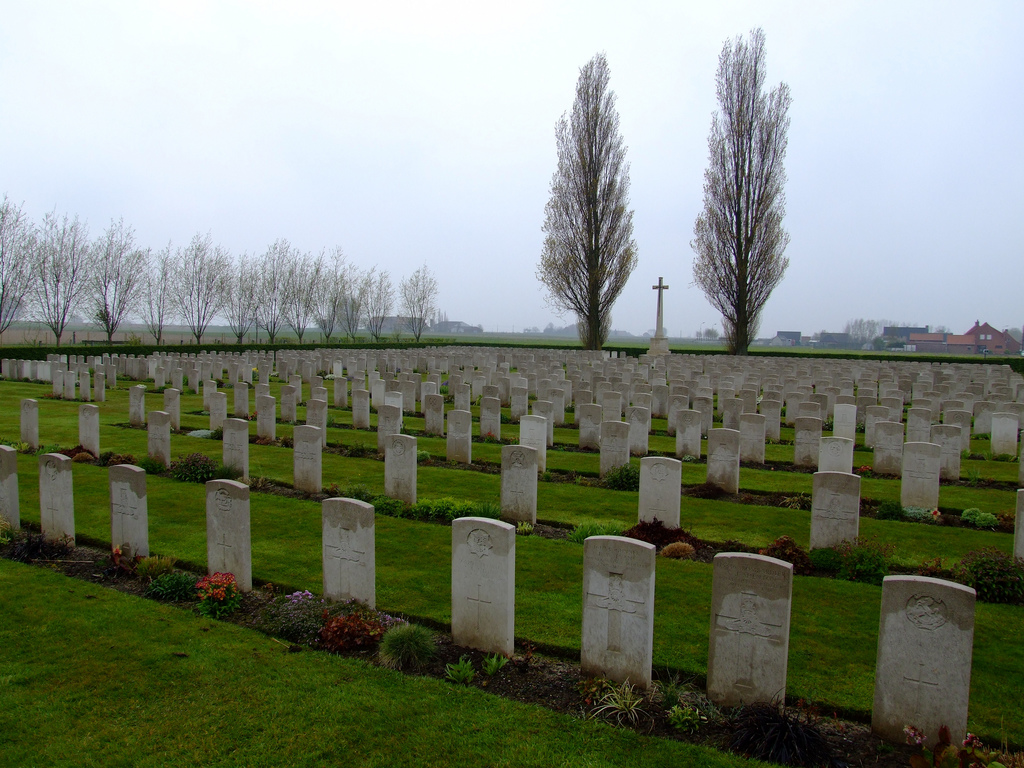

Ne doit pas être confondu avec Brandhoek Military Cemetery ou Brandhoek New Military Cemetery.
Brandhoek New Military Cemetery No.3 est un cimetière militaire britannique situé à deux kilomètres à l'ouest du centre du village de Vlamertinge, dans le hameau Brandhoek, qui se trouve le long de la route d'Ypres à Poperinge (N38), en Belgique. Le cimetière qui rassemble les corps de soldats britannique tombé durant la Première Guerre mondiale, a été conçu par Reginald Blomfield et est entretenu par la Commonwealth War Graves Commission. Elle a un plan d'étage rectangulaire d'une superficie d'environ 2 920 m². Dans le coin nord, il y a le bâtiment d'entrée du côté de la rue. La pierre du Souvenir est sur le côté nord-est du site et la Croix du Sacrifice sur le côté sud-ouest.
Il y a 975 morts enterrés, dont 2 non identifiés.

## Histoire
Pendant la guerre, le feu d'artillerie ennemi s'étendait du saillant d'Ypres au village de Vlamertinge. Le hameau de Brandhoek était juste hors d'atteinte et relativement sûr, c'est pourquoi des postes médicaux et des camps ont été installés ici. En mai 1915, en plus de ce poste médical, le cimetière militaire de Brandhoek fut inauguré jusqu'en juillet 1917. Pour la troisième bataille d'Ypres, d'autres postes médicaux y furent établis et un nouveau cimetière fut créé, le nouveau cimetière militaire de Brandhoek. , où les gens ont été enterrés pendant l'été. Quand ce cimetière était plein, les gens ouvraient plus au sud en août, de l'autre côté de la route, le nouveau cimetière militaire de Brandhoek n ° 3. Ce cimetière est resté en service jusqu'en mai 1918.
Sur les 975 soldats enterrés, 852 Britanniques (dont 2 non identifiés), 46 Australiens, 54 Canadiens, 18 Néo-Zélandais et 5 Sud-Africains.
La porte d'entrée du cimetière était de G.H. Strutt a fait don comme un souvenir de son fils, le lieutenant Anthony Herbert Strutt, qui est enterré ici.
Le cimetière a été protégé en 2009 en tant que monument.

## Des soldats distingués
- T. C. Irving, lieutenant-colonel des Ingénieurs canadiens et Fred Leslie Biddle, major de l'Australian Field Artillery, ont reçu l'Ordre du service distingué (DSO).
- Major L.E. Le St. Paer, les capitaines Oliver Travers, Stanley Walker et Ronald Graham McDonald, lieutenant J.D. O'Brien et les lieutenants Arthur Marston Adams, Robert Paterson Smith, Richard Douglas Miles et M. Gliddon ont reçu la Croix militaire (MC).
- les sergents W.G. Saunders et Thomas Henry Sanderson ont reçu la Médaille de conduite distinguée (DCM), laquelle a également obtenu la Médaille militaire (MM).
- Il y a 24 autres soldats qui ont reçu la Médaille militaire (MM), le sergent Walter Ernest Pearce qui a reçu ce prix deux fois (MM et Bar).

## Sources
- https://www.cwgc.org/find-a-cemetery/cemetery/14600/BRANDHOEK%20NEW%20MILITARY%20CEMETERY%20NO.3
- http://www.wo1.be/nl/db-items/brandhoek-new-military-cemetery-n3